# Phúc Âm hóa

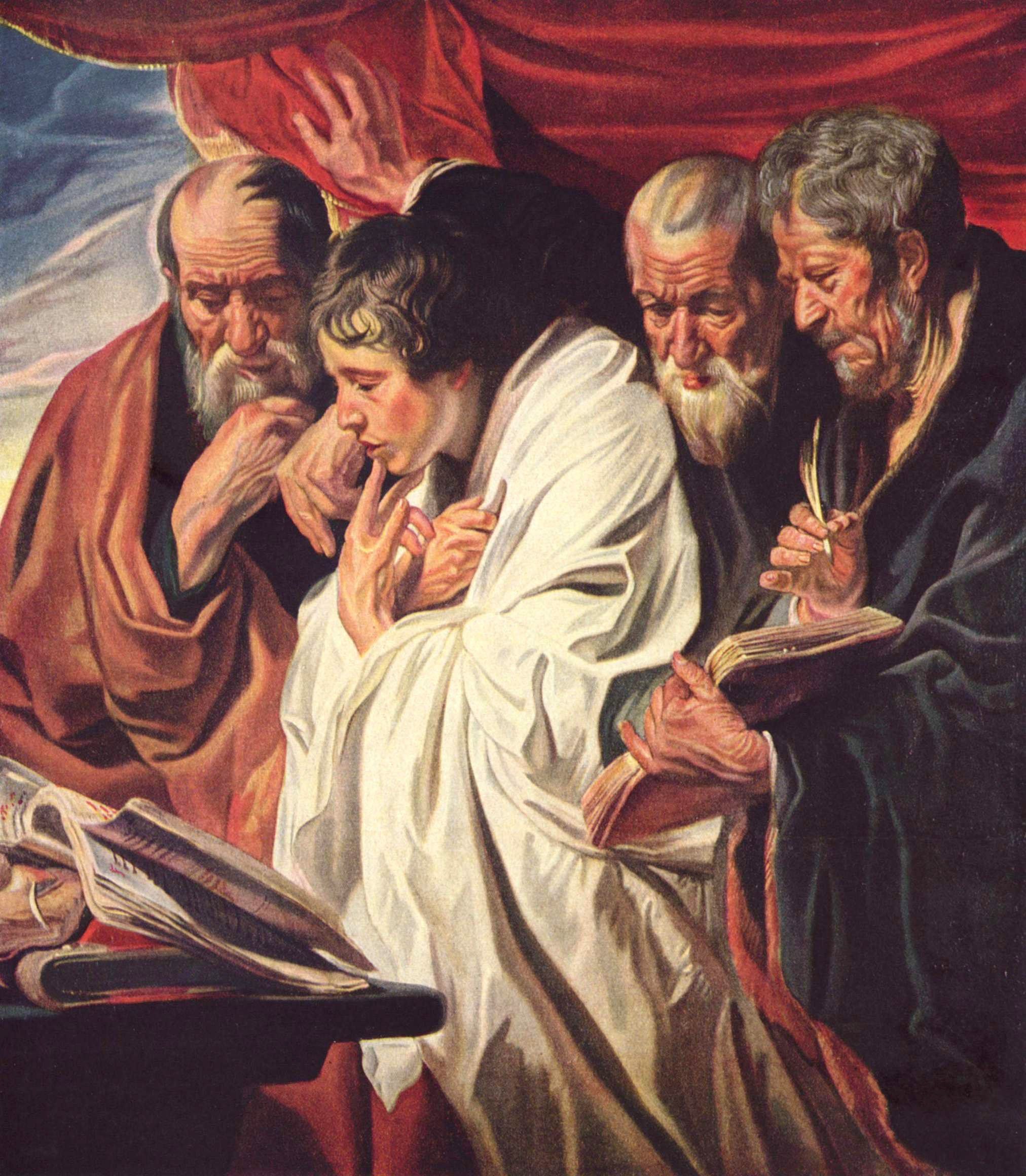
King James Bible

Phúc Âm hóa (hoặc truyền bá Phúc Âm, rao giảng Tin Mừng/Tin Lành, loan báo Tin Mừng) là việc thuyết giảng Phúc Âm để loan truyền thông điệp và lời dạy của Giêsu, hoặc truyền bá đức tin Kitô giáo đến những đối tượng khác nhau. Đây là quá trình mà người Kitô hữu tìm cách truyền bá nội dung các sách Phúc Âm và những kiến thức về nó đến với những người ngoài Kitô giáo. Hiểu đơn giản, đó là quá trình đến với những người không biết Chúa Kitô để làm cho họ biết Chúa Kitô và lời và tư tưởng của ông. 
Một định nghĩa mang tính hàn lâm hơn là: "Rao giảng Tin Mừng của Chúa Giêsu Kitô qua quyền năng của Chúa Thánh Thần với mục tiêu là mời gọi tất cả những người nghe mình trở nên tin vào Giêsu". Rao giảng Tin Mừng là công việc cốt lõi của tất cả các giáo hội Kitô giáo nói chung và từng cá nhân Kitô hữu nói riêng vì họ tin rằng đó là lệnh truyền của Chúa Giêsu. 
Công việc Phúc Âm hóa nói chung thường được gọi là truyền giáo, và người thực hiện được gọi nhà truyền giáo. Nhưng những hoạt động rao giảng Phúc Âm mang tính tổ chức và nghiên cứu chiến lược thường được gọi là thừa sai và người thực hiện được gọi là nhà thừa sai, đa phần họ là giáo sĩ hoặc tu sĩ.
Bên cạnh đó, thuật ngữ "tái rao giảng Tin Mừng" (hoặc "Tân Phúc-Âm-hóa") chỉ những hoạt động rao giảng Phúc Âm theo cách thức mới mẻ và phù hợp với thời đại, hoặc tiếp xúc lại với những Kitô hữu không còn thực hành đức tin Kitô giáo của họ.